# ماسيف إنترتينمنت
ماسيف إنترتينمنت (بالإنجليزية: Massive Entertainment)‏ كانت تعرف سابقاً باسم يوبي سوفت ماسيف (بالإنجليزية: Ubisoft Massive)‏ هي شركة سويدية مطورة لألعاب الفيديو، تأسست عام 1997 وفي عام 2008 استحوذت عليها شركة يوبي سوفت.

## الألعاب
- وورلد إن كونفليكت (2007 - الكمبيوتر الشخصي)
- أساسنز كريد ريفليشنز (2011 - الكمبيوتر الشخصي، بلاي ستيشن 3, إكس بوكس 360)
- فار كراي 3 (2012- الكمبيوتر الشخصي، بلاي ستيشن 3, إكس بوكس 360)